# Мікаель Сільвестр
Мікае́ль Сільве́стр (фр. Mikaël Silvestre, нар. 9 серпня 1977, Шамбре-ле-Тур) — французький футболіст, захисник.

## Клубна кар'єра
Народився 9 серпня 1977 року в місті Шамбре-ле-Тур. Вихованець футбольної школи клубу «Ренн». Дорослу футбольну кар'єру розпочав 1995 року в основній команді того ж клубу, в якій провів три сезони, взявши участь у 49 матчах чемпіонату.
Протягом сезону 1998-99 років захищав кольори «Інтернаціонале».
Грою за міланську команду привернув увагу представників тренерського штабу «Манчестер Юнайтед», до складу якого приєднався 10 вересня 1999 року за 4 млн фунтів. Відіграв за команду з Манчестера наступні дев'ять сезонів. Більшість часу, проведеного у складі «Манчестер Юнайтед», був основним гравцем захисту команди. За цей час п'ять разів виборював титул чемпіона Англії, ставав володарем Кубка Англії, дворазовим володарем Суперкубка Англії, володарем Кубка англійської ліги та переможцем Ліги чемпіонів УЄФА.
20 серпня 2008 року уклав контракт з «Арсеналом», у складі якого провів наступні два роки.
До складу клубу «Вердер» приєднався влітку 2010 року на правах вільного агента, де і провів два наступні сезони, відігравши за бременський клуб 27 матчів у національному чемпіонаті. Улітку 2012 року після завершення контракту залишив німецький клуб.
Завершував кар'єру за межами Європи: в 2013 році грав у клубі МЛС «Портленд Тімберз», а останнім клубом Сільвестра став індійський «Ченнаїн» 2014 року.

## Виступи за збірну
27 лютого 2001 року дебютував в офіційних матчах у складі національної збірної Франції в товариському матчі зі збірною Німеччини, який французи виграли 1-0.
У складі збірної був учасником розіграшу Кубка Конфедерацій 2001 року в Японії і Південній Кореї, здобувши того року титул переможця турніру, чемпіонату світу 2002 року в Японії і Південній Кореї, домашнього розіграшу Кубка Конфедерацій 2003 року, здобувши того року титул переможця турніру, чемпіонату Європи 2004 року у Португалії та чемпіонату світу 2006 року у Німеччині, де разом з командою здобув «срібло».
Всього за шість років провів у формі головної команди країни 40 матчів, забивши 2 голи.

## Титули і досягнення
- Чемпіон Англії (5):

«Манчестер Юнайтед»: 1999-00, 2000-01, 2002-03, 2006-07, 2007-08
- Володар Кубка Англії (1):

«Манчестер Юнайтед»: 2003-04
- Володар Суперкубка Англії з футболу (2):

«Манчестер Юнайтед»: 2003, 2007
- Володар Кубка Футбольної ліги (1):

«Манчестер Юнайтед»: 2005-06
- Володар Міжконтинентального кубка (1):

«Манчестер Юнайтед»: 1999
- Переможець Ліги чемпіонів УЄФА (1):

«Манчестер Юнайтед»: 2007-08
- Чемпіон Європи (U-18): 1996
- Віце-чемпіон світу: 2006
- Переможець Кубка конфедерацій: 2001, 2003